# Gasanlage Tiguentourine
Die Gasanlage Tiguentourine liegt auf dem Gebiet des drittgrößten zusammenhängenden Gasfelds Algeriens.

## Die Gasfelder

Verlaufskarte der TransMed-Pipeline

Die Erdgasfelder liegen in der Illizi im südöstlichen Algerien. Etwa 40 Kilometer östlich befindet sich die Stadt In Aménas. Aus der dort seit 2006 von BP, Statoil und CEPSA in Zusammenarbeit mit dem algerischen Staatsunternehmen Sonatrach betriebenen Gasanlage Tiguentourine stammen etwa 18 Prozent des exportierten algerischen Gases. Die Investitionssumme belief sich auf 1,5 Milliarden Euro.
Die tägliche Fördermenge aus den mit der Anlage verbundenen vier Gasfeldern beträgt etwa 75 Millionen Kubikmeter Erdgas und wird über die 1978–1983 entstandene Erdgastrasse TransMed nach Westeuropa exportiert. Das Gas wird über die Pipeline bis nach Hassi R'Mel transportiert. Dort gabelt sich die Trasse und führt zu den algerischen (Béthioua) und tunesischen (El Haouaria) Häfen und von dort weiter nach Spanien und Italien.
Zur Infrastruktur der Gasanlage gehören Unterkünfte für die Arbeiter sowie ein Sicherheitscamp in einem abgesperrten Bereich. Dort wohnten neben etwa 650 Algeriern auch 41 ausländische Personen aus 15 Nationen, als es am 16. Januar 2013 zur Geiselnahme von In Aménas kam. Wie die italienische Gasgesellschaft Snam berichtete, sank die abgegebene Erdgasmenge dadurch um 17 %.